# Гилман, Шарлотта Перкинс
Шарло́тта Пе́ркинс Ги́лман (англ. Charlotte Perkins Gilman, /ˈɡɪlmən/; 3 июля 1860 — 17 августа 1935) — американская феминистка, социолог, романистка, новеллистка, поэтесса, научный литератор, преподаватель и социальный реформатор. Послужила ролевой моделью для будущих поколений феминисток. Самое известное её произведение, «Жёлтые обои», было написано после тяжёлой борьбы Гилман с послеродовым психозом.

## Ранняя жизнь
Гилман родилась 3 июля 1860 года в Хартфорде, Коннектикут, в семье Мэри Перкинс (ранее Мэри Фитч Уэсткотт) и Фредерика Бичера Перкинса. Кроме Шарлотты в семье был ещё один ребёнок — Томас Эди, который был старше сестры на 14 месяцев. Врачи запретили Мэри рожать ещё детей из-за физического состояния женщины. Когда Шарлотта была совсем маленькой, Фредерик ушёл из семьи, оставив их в нищете. В то время, как Мэри всеми силами старалась прокормить семью, дети часто бывали у своих тёток по отцовской линии, суфражистки Изабеллы Бичер Хукер, писательницы Гарриет Бичер Стоу и учительницы Кэтрин Бичер.
В возрасте пяти лет Шарлотта стала сама обучаться чтению, поскольку Мэри была больна. Мэри была неласкова с детьми. Чтобы оградить их от травмы, полученной ею самой, Мэри запретила детям заводить крепкую дружбу и читать художественную литературу. В своей автобиографии Шарлотта писала, что её мать выражает свою любовь, лишь когда думает, что её дочь спит. Хотя Шарлотта провела своё детство в изоляции и нищенском одиночестве, она неосознанно готовилась к будущей жизни, в которой она посещает публичную библиотеку и изучает древние цивилизации. Кроме того, любовь её отца к литературе повлияла на неё, и годы спустя Фредерик связался с дочерью и предоставил список книг, которые, как он считал, ей целесообразно прочитать.
Большая часть юности Гилман прошла в Провиденсе, Род-Айленд. В друзья себе Шарлотта выбирала преимущественно мужчин, и не стыдилась своего прозвища — «сорванец». Она сменила 7 различных общественных школ и была корреспондентом «Общества поощрения обучения на дому», но окончила обучение в 15 лет. Её природный ум и широта познаний всегда поражали её учителей, которые, тем не менее, были разочарованы в девушке, поскольку она была бедной студенткой. Любимым предметом Шарлотты была «натуральная философия», и особенно то, что позже станет известно как «физика». В 1878 году, в возрасте 18 лет, Шарлотта, при финансовой поддержке отца, попала на обучающие курсы в школе дизайна и впоследствии поддерживала себя как художник торговых карт. Она была воспитателем и поощряла других к расширению художественного творчества.

## Дальнейшая жизнь
В 1884 году Шарлотта вышла замуж за художника Чарльза Уолтера Стетсона после первоначального отказа, поскольку стойкое ощущение подсказывало ей, что она поступила неправильно. Их единственный ребёнок, Кэтрин Бичер Стетсон, родилась в следующем году. В первые месяцы после рождения дочери Шарлотта перенесла тяжёлую послеродовую депрессию. Это произошло во времена, когда женщина расценивалась как «истеричное» и «нервозное» существо; таким образом, когда женщина утверждала, что серьёзно больна после родов, её претензии отклонялись как недопустимые.
В 1888 году Шарлотта ушла от мужа, что было крайне редким явлением для конца XIX века. Однако официальный развод был получен лишь в 1894 году. После развода Шарлотта с дочерью уехала в Пасадену, Калифорния, где стала активисткой нескольких феминистских и реформистских организаций, в одной из которых даже стала автором и редактором журнала «Bulletin».
В 1894 году она отправила дочь на восток к бывшему мужу и его новой жене, Грейс Эллери Чаннинг, которая была близкой подругой Шарлотты. Она писала в своих мемуарах, что была счастлива за Чарльза и Грейс, поскольку «вторая мама [Кэтрин] была столь же хороша, как и первая, и [пожалуй] даже лучше в каком-то отношении». Шарлотта придерживалась прогрессивных взглядов на отцовские права и признавала, что её бывший муж «имеет право на некоторое общество [Кэтрин]», и что Кэтрин «имеет право знать и любить своего отца».
После смерти матери в 1893 году Шарлотта, впервые за восемь лет, решает поехать на восток. Она связалась с юристом с Уолл-Стрит Хоутоном Гилманом, своим двоюродным братом, с которого она не виделась много лет. Почти сразу они стали проводить много времени вместе, и их отношения переросли в романтические. Пока Шарлотта находилась на лекциях, Хоутон обменивался с ней письмами, и они проводили вместе столько времени, сколько было возможно, пока она не уходила. В своём дневнике Шарлотта описывала Хоутона как «приятного» человека, и было ясно, что она весьма заинтересована в нём. Пара поженилась в 1900 году и до 1922 года проживала в Нью-Йорке. Их брак не имел ничего общего с браком Шарлотты и Чарльза. В 1922 году Шарлотта переехала из Нью-Йорка на старую ферму Хоутона в Норидже, Коннектикут. После внезапной смерти Хоутона в 1934 году от кровоизлияния в мозг Шарлотта вернулась в Пасадену, где жила её дочь.
В январе 1932 года Шарлотте был диагностирован неизлечимый рак молочной железы. Сторонница эвтаназии для неизлечимо больных, Шарлотта покончила жизнь самоубийством 17 августа 1935 года, приняв большую дозу хлороформа. В автобиографии и предсмертной записке Шарлотта написала, что она «выбрала хлороформ вместо рака» и умерла быстро и тихо.

## Карьера
После переезда в Пасадену Шарлотта стала активно участвовать в обществ по продвижению социальных реформ. В качестве делегата, она представляла Калифорнию в 1896 году на Конвенции по избирательному праву в Вашингтоне и на международном социалистическо-рабочем съезде, который проходил в Англии. В 1890 году она ознакомилась с движением Националистических клубов, которое работало «для прекращения капиталистической жадности и классовых различий, а способствовало созданию мирного, этического и по-настоящему прогрессивного человечества». Опубликованное в журнале «Nationalist» её стихотворение «Similar Cases» являлось сатирическим обзором людей, которые сопротивлялись социальным изменениям; за него Шарлотта получила положительные отзывы от критиков. На протяжении того же 1890 года она оказалась настолько вдохновлена, что написала пятнадцать очерков, стихов, новелл и рассказ «Жёлтые обои». Её карьера пошла вверх, когда Шарлотта начала читать лекции по национализму и привлекла внимание общественности своим первым томом поэзии «In This Our World», опубликованном в 1893 году. Слава успешного лектора, который опирался в качестве источника дохода на выступления, росла вместе с кругом общения Шарлотты, в который входили подобно настроенные активисты и писатели феминистского движения.

### «Жёлтые обои»
Хотя рассказ «Жёлтые обои» не был первым или самым крупным из произведений Шарлотты, без сомнения, он стал бестселлером «The Feminist Press». Рассказ был написан всего за два дня, 6-7 июня 1890 года, в доме Шарлотты в Пасадене и печатался ещё полтора года с момента первой публикации в «The New England Magazine» в январе 1892 года. С момента первой публикации рассказ был антологизирован в многочисленных изданиях женской литературы, американской литературы и учебниках, хотя и не всегда в первоначальном виде. Например, многие учебники опускают фразу «в браке» в очень важной линии в начале рассказа: «Джон смеётся надо мной, конечно, но это ожидаемо в браке». Причина этого упущения является загадкой, так как взгляды Гилман о браке даны ясно на протяжении всего повествования.
Это история о женщине, которая страдает от психического заболевания после трёх месяцев заточения в комнате её мужем ради её же здоровья. Она становится одержимой отвратительными жёлтыми обоями в комнате. Гилман написала эту историю, чтобы изменить сознание людей о роли женщины в обществе, характеризующейся отсутствием у женщин автономии, которая, как считалось, является вредной для их умственного, эмоционального и даже физического благополучия. Рассказчица должна выполнять требования лечения, которое прописывает её муж-врач, и которые контрастируют с тем, в чём она действительно нуждается — умственной стимуляции и свободе вместо однообразия комнаты, в которую она заточена. «Жёлтые обои», по сути, являются ответом Шарлотты доктору Сайласу Уэйр Митчеллу, который лечил её от депрессии с помощью «покоя» и которому она выслала копию своего труда.

### Другие работы
Первой книгой Гилман была «Art Gems for the Home and Fireside» (1888); однако признание ей принёс сатирический сборник стихов «In This Our World» (1893). В течение следующих двух десятилетий она получала большую часть своей известности благодаря лекциям по проблемам женщин, этики труда, прав человека и социальных реформ. Она часто использовала эти темы в своих литературных трудах.
В 1894—1895 годах Гилман была редактором журнала «The Impress», литературного еженедельника, который издавался Pacific Coast Women’s Press Association (ранее «Bulletin»). В течение 22 недель, что печатался журнал, она публиковала свои стихи, редакционные и другие статьи. Недолгий век журнала подошёл к концу в результате социального предубеждения против образа жизни Шарлотты, который заключался в нетрадиционности положения матери и женщины, которая развелась с мужем. После четырёхмесячного лекционного тура, окончившегося в апреле 1897 года, Гилман начинает глубже задумываться о сексуальных отношениях и экономике в американской жизни и, в конце концов, завершает первый проект «Women and Economics» (1898). Книга была издана в следующем году и поставила Гилман в центр внимания международного сообщества. В 1903 году она обратилась в «Международный конгресс женщин» в Берлине и следующий год гастролировала в Англии, Голландии, Германии, Австрии и Венгрии.
В 1903 году она написала одну из своих самых критикуемых книг, «The Home: Its Work and Influence», в которой расширяла «Women and Economics», предположив, что женщины угнетены в своём доме и что среда, в которой они живут, должна быть изменена ради их психического благополучия. В перерывах между путешествиями и писательской деятельностью её карьера была гарантирована. С 1909 по 1916 Гилман единолично писала и редактировала свой собственный журнал «The Forerunner», в котором появлялась большая часть её произведений. Представляя материалы в своём журнале, чтобы «стимулировать мысль», «пробудить надежду, мужество и нетерпение» и «выразить свои идеи, которые нуждаются в специальной среде», она направленно шла против массовой информации, которая была чрезмерно сенсационной. За семь лет и два месяца журнал выпускает восемьдесят шесть номеров, каждый объёмом по двадцать восемь страниц. Журнал имел почти 1500 подписчиков и рекомендовал такие сериализованные работы, как «What Diantha Did» (1910), «The Crux» (1911), «Moving the Mountain» (1911) и «Herland». «The Forerunner» был процитирован, как «возможно, величайшее литературное достижение её долгой карьеры». После этих семи лет Шарлотта написала сотни статей, которые были представлены в «Louisville Herald», «The Baltimore Sun» и «Buffalo Evening News». Её автобиография «The Living of Charlotte Perkins Gilman», которую Шарлотта начала писать в 1925 году, была опубликована посмертно в 1935 году.

## Лечение
Шарлотта вышла замуж за Чарльза Стетсона в 1884 году и менее чем через год родила дочь Кэтрин. Состояние Шарлотты, и без того подверженной депрессии, усугубляется браком и материнством. Добрая доля записей в её дневниках с момента рождения дочери и несколько лет спустя описывают надвигающуюся депрессию, с которой она столкнулась позже.
18 апреля 1887 года Гилман написала в своём дневнике, что она была очень больна «какой-то болезнью мозга», которая приносила страдания, неощутимые для кого-либо другого, до такой степени, что её «ум изменял ей». Пациент не может даже встать с постели, читать, писать, шить, разговаривать или кормить себя.
После девяти недель Гилман была отправлена домой с инструкциями Митчелла: «Живите обыденной жизнью, насколько это возможно. Проводите всё время с ребёнком… Ложитесь отдыхать на час после каждого приёма пищи. Уделяйте в день только два часа интеллектуальной жизни. И никогда не касайтесь пера, кисти или карандаша, пока вы живы». Шарлотта пыталась следовать советам Митчелла несколько месяцев, но её состояние только усугублялось и вскоре она оказалась на грани полного эмоционального краха. Её оставшееся здравомыслие было на грани, и она начала выказывать суицидальное поведение, которое состояло из разговоров о пистолетах и хлороформе, как писал её муж в дневниках. К началу лета пара решила, что развод был ей необходим для возвращения ей здравомыслия без влияния на жизнь мужа и дочери.
В течение лета 1888 года Шарлотта и Кэтрин провели время в Бристоле, Род-Айленд, вдали от Чарльза, и именно там её депрессия пошла на спад. Она стала писать о том, что замечает позитивные изменения в своём состоянии. Они вернулись в Провиденс в сентябре. Шарлотта продала имущество, остававшееся у неё в Коннектикуте и вместе с подругой Грейс Чаннинг отправилась в Пасадену, где лечение депрессии стало заметно через трансформацию её интеллектуальной жизни.

## Социальные взгляды и теории

### Реформа Дарвинизма и роль женщин в обществе
Гилман называла себя гуманисткой и верила, что домашние условия угнетают женщину из-за преобладающих в обществе патриархальных убеждений. Шарлотта принимала теорию реформы дарвинизма и считала, что дарвинская теория представлена только с мужской стороны человеческой эволюции и, таким образом, стала основоположницей теории о женском мозге в обществе, что является лучшим помощником мужчинам, которого они могли найти.
Гилман утверждала, что мужская агрессивность и материнская роль женщин были искусственными и в них больше нет такой необходимости, какая была в пост-доисторические времена. Шарлотта писала: «Не существует женского ума. Мозг — не половой орган. С таким же успехом можно говорить о женской печени».
Её главным аргументом было то, что секс и домашнее хозяйство идут рука об руку: женщине для выживания надо полагаться на свои сексуальные умения, чтобы угодить мужу, который в свою очередь будет финансово поддерживать семью. С детства молодые девушки вынуждены жить в социальных ограничениях, которые готовят их к материнству с помощью игрушек и одежды, предназначенных для них. Она утверждала, что не должно быть никакой разницы в одежде, которую носят девчонки и мальчишки, игрушках, с которыми они играют, или деятельности, которой они занимаются; Шарлотта описывала сорванцов как идеальных людей, которые бегают вокруг и используют свои тела и здоровье свободно.
Гилман утверждала, что вклад женщин в цивилизацию на протяжении всей истории был остановлен из-за патриархальной культуры. Она считала, что женская раса была недостаточно развитой половиной человечества и улучшение было необходимо для предотвращения ухудшения человеческой расы в целом. Гилман верила, что экономическая независимость является единственной вещью, которая действительно может принести свободу женщинам и сделать их равными с мужчинами. В 1898 году Шарлотта опубликовала «Women and Economics» — теоретический трактат, в котором утверждалось, среди прочего, что женщины покорены мужчинами, что материнство не должно препятствовать работе женщины вне дома, и что ведение домашнего хозяйства, приготовление пищи и уход за детьми должны быть профессионализированы. «Идеальная женщина, — пишет Гилман, — это не только социальная роль, которая заперла женщину в собственном доме, но также она, как считалось, должна быть довольна этой ролью, всегда быть весёлой, улыбчивой, жизнерадостной и добродушной». Когда сексуально-экономические отношения перестанут существовать, жизнь на домашнем фронте несомненно улучшится, так как разочарование в отношениях часто возникает из-за отсутствия социальных контактов, которых домохозяйка не имеет с внешним миром.
Гилман стала докладчицей по таким темам, как женские взгляды на работу, реформы платья и семьи. Работу по дому, она утверждала, следует в равной степени разделять между мужчиной и женщиной, и что в раннем возрасте женщин следует поощрять к независимости. Во многих из своих главных работ, в том числе «The Home» (1903), «Human Work» (1904) и «The Man-Made World» (1911), Шарлотта также защищали женщин, работающих вне дома.
Гилман утверждала, что дом должен быть социально пересмотрен. Дом должен перейти от состояния «хозяйственного субъект», где супружеская пара живёт вместе ради экономической выгоды или необходимости, к состоянию места, где группы мужчин и группы женщин могут сосуществовать в «мирной и неизменно экспрессивной личной жизни».
Гилман верила, что приятный и здоровый образ жизни не должен быть предназначен только для супружеских пар; все люди нуждаются в доме, который обеспечивает эти удобства. Шарлотта предполагала, что должен быть построен общий тип жилья, комфортный как для мужчин, так и для женщин, состоящий из комнат, комнат люкс и домов. Это позволит людям жить отдельно и в то же время иметь общение и удобный дом. И мужчины и женщины будут полностью экономически независимыми в этих жилищных условиях, позволяющих заключать браки без сексуально-экономического подтекста, таким образом изменив положение женщин.
Гилман предусмотрела и структурную организацию дома. Она удаляет кухню из дома, чтоб расширить жилые помещения и освободить женщин от домашней готовки. Дом, таким образом, становится настоящим личным выражением индивидуальной жизни в нём.
В конечном итоге реструктуризация дома и образа жизни позволила бы людям, особенно женщинам, стать «неотъемлемой частью социальной структуры в непосредственной, прямой, постоянной связи с потребностями и услугами общества». Это было бы резким изменением для женщин, которые считали себя самоограниченными семейной жизнью, построенной на их экономической зависимости от мужчин.

### Раса
Касаемо афроамериканцев, Гилман писала в «American Journal of Sociology»:

Проблема такова:
Дано: в одной и той же стране существует Раса А, прогрессировавшая в социальной эволюции, скажем, к Статусу 10; и Раса В, прогрессировавшая в социальной эволюции, скажем, к Статусу 4…

Учесть: Раса В, в её нынешнем состоянии не развивается достаточно быстро, чтобы догнать Расу А.

Вопрос: Как Раса А может лучше и быстрее способствовать развитию Расы В?

Решение Гилман заключалось в том, что все чернокожие ниже «определённой степени гражданства» — те, кто не был «порядочным, самостоятельными, [и] прогрессивными» — «должны быть взяты под государственную опеку».
Гилман также считала, что старые американцы, британского колониального происхождения, отказались от своей страны в пользу иммигрантов, которые, по её словам, разбавляли репродуктивную чистоту нации. Когда её спросили о её позиции по данному вопросу во время поездки в Лондон, она язвительно заметила: «Я англосаксонка прежде всего».
Тем не менее, в попытке получить голоса для всех женщин, она выступила против требования грамотности для права голоса на национальной конвенции по Женскому избирательному праву, которая состоялась в 1903 году в Новом Орлеане.

## Приём критиков
«Жёлтый обои» изначально были встречены смешанными отзывами. В одном анонимном письме, опубликованном в «Boston Transcript», говорилось: «Казалось бы, история вряд ли доставит удовольствие любому читателю, и многие, чьи жизни и жизни их близких были затронуты этой ужасной болезнью, испытают самую острую боль. Для других, чья жизнь превратилась в борьбу наследственного психического расстройства, такая литература содержит смертельную опасность. Должны ли такие истории пропускаться без сурового порицания?».
Положительные рецензенты описывали его как впечатляющий, поскольку он является наиболее наводящим и графическим отчетом о том, почему женщины, живущие монотонной жизнью, подвержены психическим заболеваниям.
Хотя Гилман получила международную известность после публикации «Women and Economics» в 1898 году, к концу Первой мировой войны она оказалась не в ладах со своим временем. В своей автобиографии она призналась, что «к сожалению, мои взгляды на сексуальные вопросы не апеллируют к фрейдовскому комплексу сегодня, ни к людям, убеждённым представлением религии, для помощи в нашей огромной работе по совершенствованию этого мира.».
Энн Дж. Лейн писала в «Herland and Beyond», что «Гилман предложила перспективы по основным вопросам пола, с которым мы до сих пор боремся: истоки покорения женщин, борьба за достижение совместно самостоятельности и близости в человеческих отношениях; центральная роль работы как определение личности; новые стратегии воспитания и образования будущих поколений для создания гуманной и благоприятной окружающей среды».
В последнее время она была подвергнута критике за её идею «A Suggestion on the Negro Problem», согласно которой она предлагала создать гражданскую армию чёрных, по типу «Амери-Корпус», для обеспечения их рабочими местами и дисциплиной.

## Цитаты

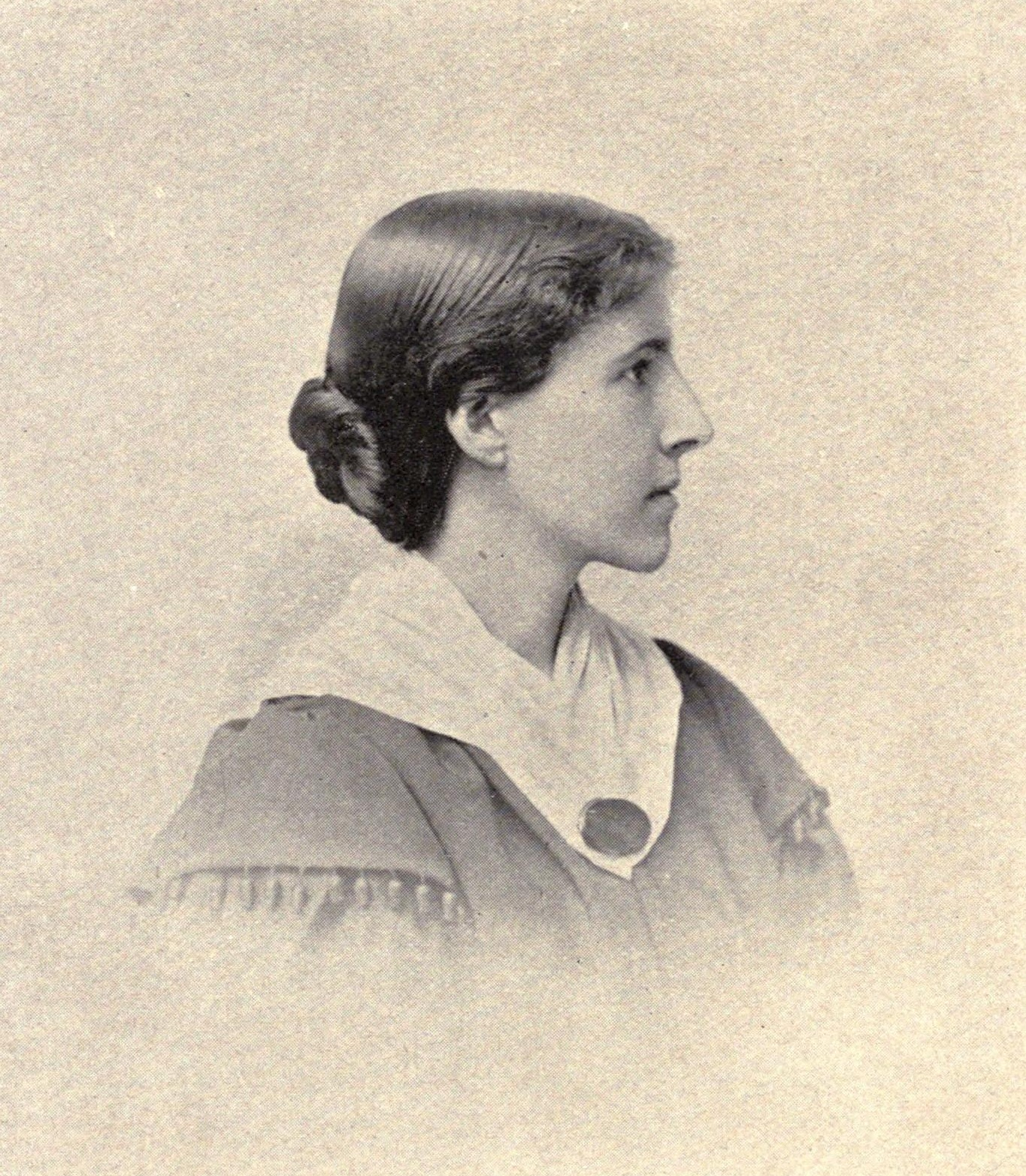

- Первая задача человека заключается в предположении верной функциональной связи с обществом - более кратко, найти свою реальную работу, и делать её.
- Не существует женского ума. Мозг - не половой орган. С таким же успехом можно говорить о женской печени.
- Было время, когда терпение перестало быть добродетелью. Это было давно.
- Проглатывать и следовать, будь то доктрина или же пропаганда, эта слабость по-прежнему доминирует в человеческом разуме.
- Не то, что женщины менее мыслящие, слабонравные, более робкие и колеблющиеся, но то, что те, кто живёт в маленьком, тёмном мирке, всегда под охраной, под защитой, управляемые и сдержанные, независимо от того, мужчина это или женщина, будут неизбежно этим подавлены и ослаблены.
- Самая мягкая, свободная, наиболее податливая и изменчивая субстанция — мозг. Но также он самый тяжёлый и непоколебимый.
- Дому не нужна жена больше, чем нужен муж.
- Когда всё полезное закончилось, когда человек уверен в неизбежной и неминуемой гибели, самым простым из прав человека является право выбрать быструю и легкую смерть вместо медленной и ужасной. (из её суицидальной записки)
- Вот идёт она, освобождённая от тюрьмы и пьедестала: цепи прочь, корона прочь, ореол прочь; просто живая женщина.

## Работы
Работы Гилман включают в себя:

### Сборники поэзии
- In This Our World. — 1. — Oakland: McCombs & Vaughn, 1893.
  - In This Our World. — 2. — London: T. Fisher Unwin, 1895.
  - In This Our World. — 2. — San Francisco: Press of James H. Barry, 1895.
- Suffrage Songs and Verses. — New York: Charlton Co, 1911.
  - Suffrage Songs and Verses. — New Haven: Research Publications, 1977.
  - Suffrage Songs and Verses // History of Women. — № 6558.
- The Later Poetry of Charlotte Perkins Gilman. — Newark: University of Delaware Press, 1996.

### Рассказы
Гилман опубликовала 186 рассказов в журналах, газетах и собственном ежемесячнике «The Forerunner». Многие литературные критики проигнорировали эти новеллы.
- Circumstances Alter Cases // Kate Field's Washington : journal. — 23 July 1890. — С. 55—56.
  - «The Yellow Wall-Paper» and Other Stories / Ed. Robert Shulman. — Oxford: Oxford UP, 1995. — С. 32—38.
- That Rare Jewel // Women's Journal. — 17 May 1890. — С. 158.
  - «The Yellow Wall-Paper» and Other Stories / Ed. Robert Shulman. — Oxford: Oxford UP, 1995. — С. 20—24.
- The Unexpected // Kate Field's Washington : journal. — 21 May 1890. — С. 335—336.
  - «The Yellow Wall-Paper» and Other Stories / Ed. Robert Shulman. — Oxford: Oxford UP, 1995. — С. 25—31.
- An Extinct Angel // Kate Field's Washington : journal. — 23 September 1891. — С. 199—200.
  - «The Yellow Wall-Paper» and Other Stories / Ed. Robert Shulman. — Oxford: Oxford UP, 1995. — С. 48—50.
- The Giant Wistaria // New England Magazine. — 1891. — № 4. — С. 480—485.
  - «The Yellow Wall-Paper» and Other Stories / Ed. Robert Shulman. — Oxford: Oxford UP, 1995. — С. 39—47.
- The Yellow Wall-paper // New England Magazine. — 1892. — № 5. — С. 647—656.[54]
  - The Yellow Wall-paper. — Boston: Small, Maynard & Co, 1899.
  - The Yellow Wall-paper. — New York: Feminist Press, 1973. (послесловие Элейн Хеджес)
  - The Yellow Wall-paper. — Oxford: Oxford UP, 1995. (вступление Роберта Шульмана)
- The Rocking-Chair // Worthington's Illustrated. — 1893. — № 1. — С. 453—459.
  - «The Yellow Wall-Paper» and Other Stories / Ed. Robert Shulman. — Oxford: Oxford UP, 1995. — С. 51—61.
- An Elopement // San Francisco Call. — 10 July 1893. — С. 1.
  - «The Yellow Wall-Paper» and Other Stories / Ed. Robert Shulman. — Oxford: Oxford UP, 1995. — С. 66—68.
- Deserted // San Francisco Call. — 17 July 1893. — С. 1—2.
  - «The Yellow Wall-Paper» and Other Stories / Ed. Robert Shulman. — Oxford: Oxford UP, 1995. — С. 62—65.
- Through This // Kate Field's Washington. — 13 September 1893. — С. 166.
  - «The Yellow Wall-Paper» and Other Stories / Ed. Robert Shulman. — Oxford: Oxford UP, 1995. — С. 69—72.
- A Day's Berryin // Impress. — 13 October 1894. — С. 4—5.
  - «The Yellow Wall-Paper» and Other Stories / Ed. Robert Shulman. — Oxford: Oxford UP, 1995. — С. 78—82.
- Five Girls // Impress. — 1 December 1894. — С. 5.
  - «The Yellow Wall-Paper» and Other Stories / Ed. Robert Shulman. — Oxford: Oxford UP, 1995. — С. 83—86.
- One Way Out // Impress. — 29 December 1894. — С. 5.
  - «The Yellow Wall-Paper» and Other Stories / Ed. Robert Shulman. — Oxford: Oxford UP, 1995. — С. 87—91.
- The Misleading of Pendleton Oaks // Impress. — 6 October 1894. — С. 4—5.
  - «The Yellow Wall-Paper» and Other Stories / Ed. Robert Shulman. — Oxford: Oxford UP, 1995. — С. 73—77.
- An Unnatural Mother // Impress. — 16 February 1895. — С. 4—5.
  - «The Yellow Wall-Paper» and Other Stories / Ed. Robert Shulman. — Oxford: Oxford UP, 1995. — С. 98—106.
- An Unpatented Process // Impress. — 12 January 1895. — С. 4—5.
  - «The Yellow Wall-Paper» and Other Stories / Ed. Robert Shulman. — Oxford: Oxford UP, 1995. — С. 92—97.
- According to Solomon // Forerunner. — 1909. — Т. 1, № 2. — С. 1—5.
  - «The Yellow Wall-Paper» and Other Stories / Ed. Robert Shulman. — Oxford: Oxford UP, 1995. — С. 122—129.
- Three Thanksgivings // Forerunner. — 1909. — Т. 1. — С. 5—12.
  - «The Yellow Wall-Paper» and Other Stories / Ed. Robert Shulman. — Oxford: Oxford UP, 1995. — С. 107—121.
- What Diantha Did // Forerunner. — 1909—1911. — Т. 1.
  - What Diantha Did. — New York: Charlton Co, 1910.
  - What Diantha Did. — London: T. Fisher Unwin, 1912.
- The Cottagette // Forerunner. — 1910. — Т. 1, № 10. — С. 1—5.
  - «The Yellow Wall-Paper» and Other Stories / Ed. Robert Shulman. — Oxford: Oxford UP, 1995. — С. 130—138.
- When I Was a Witch // Forerunner. — 1910. — Т. 1. — С. 1—6.
  - The Charlotte Perkins Gilman Reader / Ed. Ann J. Lane. — New York: Pantheon, 1980. — С. 21—31. — 208 с.
- In Two Houses // Forerunner. — 1911. — Т. 2, № 7. — С. 171—177.
  - «The Yellow Wall-Paper» and Other Stories / Ed. Robert Shulman. — Oxford: Oxford UP, 1995. — С. 159—171.
- Making a Change // Forerunner. — 1911. — Т. 2, № 12. — С. 311—315.
  - «The Yellow Wall-Paper» and Other Stories / Ed. Robert Shulman. — Oxford: Oxford UP, 1995. — С. 182—190.
- Moving the Mountain // Forerunner. — 1911. — Т. 2. — С. 1—6.
  - The Charlotte Perkins Gilman Reader / Ed. Ann J. Lane. — New York: Pantheon, 1980. — С. 178—188. — 208 с.
  - Moving the Mountain. — New York: Charlton Co, 1911.
- The Crux // Forerunner. — 1910. — Т. 2.
  - The Charlotte Perkins Gilman Reader / Ed. Ann J. Lane. — New York: Pantheon, 1980. — С. 116—122. — 208 с.
  - The Crux. — New York: Charlton Co, 1911.
- The Jumping-off Place // Forerunner. — 1911. — Т. 2, № 4. — С. 87—93.
  - «The Yellow Wall-Paper» and Other Stories / Ed. Robert Shulman. — Oxford: Oxford UP, 1995. — С. 148—158.
- The Widow's Might // Forerunner. — 1911. — Т. 2, № 1. — С. 3—7.
  - «The Yellow Wall-Paper» and Other Stories / Ed. Robert Shulman. — Oxford: Oxford UP, 1995. — С. 139—147.
- Turned // Forerunner. — 1911. — Т. 2, № 9. — С. 227—232.
  - «The Yellow Wall-Paper» and Other Stories / Ed. Robert Shulman. — Oxford: Oxford UP, 1995. — С. 182—191.
- Mrs. Elder's Idea // Forerunner. — 1912. — Т. 3, № 2. — С. 29—32.
  - «The Yellow Wall-Paper» and Other Stories / Ed. Robert Shulman. — Oxford: Oxford UP, 1995. — С. 191—199.
- Their House // Forerunner. — 1912. — Т. 3, № 12. — С. 309—314.
  - «The Yellow Wall-Paper» and Other Stories / Ed. Robert Shulman. — Oxford: Oxford UP, 1995. — С. 200—209.
- A Council of War // Forerunner. — 1913. — Т. 4, № 8. — С. 197—201.
  - «The Yellow Wall-Paper» and Other Stories / Ed. Robert Shulman. — Oxford: Oxford UP, 1995. — С. 235—243.
- Bee Wise // Forerunner. — 1913. — Т. 4, № 7. — С. 169—173.
  - «The Yellow Wall-Paper» and Other Stories / Ed. Robert Shulman. — Oxford: Oxford UP, 1995. — С. 226—234.
- Her Beauty // Forerunner. — 1913. — Т. 4, № 2. — С. 29—33.
  - «The Yellow Wall-Paper» and Other Stories / Ed. Robert Shulman. — Oxford: Oxford UP, 1995. — С. 210—217.
- Mrs. Hines's Money // Forerunner. — 1913. — Т. 4, № 4. — С. 85—89.
  - «The Yellow Wall-Paper» and Other Stories / Ed. Robert Shulman. — Oxford: Oxford UP, 1995. — С. 218—226.
- A Partnership // Forerunner. — 1914. — Т. 5, № 6. — С. 141—145.
  - «The Yellow Wall-Paper» and Other Stories / Ed. Robert Shulman. — Oxford: Oxford UP, 1995. — С. 253—261.
- Begnina Machiavelli // Forerunner. — 1914. — Т. 5.
  - Begnina Machiavelli. — New York: Such and Such Publishing, 1998.
- Fulfilment // Forerunner. — 1914. — Т. 5, № 3. — С. 57—61.
  - «The Yellow Wall-Paper» and Other Stories / Ed. Robert Shulman. — Oxford: Oxford UP, 1995.
- If I Were a Man // Physical Culture. — 1914. — № 32. — С. 31—34.
  - «The Yellow Wall-Paper» and Other Stories / Ed. Robert Shulman. — Oxford: Oxford UP, 1995. — С. 262—268.
- Mr. Peebles's Heart // Forerunner. — 1914. — Т. 5, № 9. — С. 225—229.
  - «The Yellow Wall-Paper» and Other Stories / Ed. Robert Shulman. — Oxford: Oxford UP, 1995. — С. 269—276.
- Dr. Clair's Place // Forerunner. — 1915. — Т. 6, № 6. — С. 141—145.
  - «The Yellow Wall-Paper» and Other Stories / Ed. Robert Shulman. — Oxford: Oxford UP, 1995. — С. 295—303.
- Girls and Land // Forerunner. — 1915. — Т. 6, № 5. — С. 113—117.
  - «The Yellow Wall-Paper» and Other Stories / Ed. Robert Shulman. — Oxford: Oxford UP, 1995. — С. 286—294.
- Herland // Forerunner. — 1915. — Т. 6.
  - Herland. — New York: Pantheon Books, 1979.
- Mrs. Merrill's Duties // Forerunner. — 1915. — Т. 6, № 3. — С. 57—61.
  - «The Yellow Wall-Paper» and Other Stories / Ed. Robert Shulman. — Oxford: Oxford UP, 1995. — С. 277—285.
- A Surplus Woman // Forerunner. — 1916. — Т. 7, № 5. — С. 113—118.
  - «The Yellow Wall-Paper» and Other Stories / Ed. Robert Shulman. — Oxford: Oxford UP, 1995. — С. 304—313.
- Joan's Defender // Forerunner. — 1916. — Т. 7, № 6. — С. 141—145.
  - «The Yellow Wall-Paper» and Other Stories / Ed. Robert Shulman. — Oxford: Oxford UP, 1995. — С. 314—322.
- The Girl in the Pink Hat // Forerunner. — 1916. — Т. 7. — С. 39—46.
  - The Charlotte Perkins Gilman Reader / Ed. Ann J. Lane. — New York: Pantheon, 1980. — С. 39—45. — 208 с.
- With Her in Ourland: Sequel to Herland // Forerunner. — 1916. — Т. 7.
  - With Her in Ourland: Sequel to Herland. — Westport: Greenwood Publishing Group, 1997.

### Романы и новеллы
- What Diantha Did // Forerunner. — 1909–1910.
- The Crux // Forerunner. — 1911.
- Moving the Mountain // Forerunner. — 1911.
- Mag-Marjorie // Forerunner. — 1912.
- Benigna Machiavelli // Forerunner. — 1914.
- Herland // Forerunner. — 1915.
- With Her in Ourland // Forerunner. — 1916.
- Unpunished / Eds. Catherine J. Golden and Denise D. Knight. — New York: Feminist Press, 1997.

### Драма / диалоги
Большинство драм Гилман недоступны, поскольку имеются только оригиналы. Некоторые из драм печатались и перепечатывались в «The Forerunner».
- Dame Nature Interviewed on the Woman Question as It Looks to Her // Kate Field's Washington. — 1890. — С. 138—140.
- The Twilight // Impress. — 10 November 1894. — С. 4—5.
- Story Studies // Impress. — 17 November 1894. — С. 5.
- The Story Guessers // Impress. — 24 November 1894. — С. 5.
- Three Women // Forerunner. — 1911. — № 2. — С. 134.
- Something to Vote For // Forerunner. — 1911. — № 2. — С. 143—153.
- The Ceaseless Struggle of Sex: A Dramatic View // Kate Field's Washington. — 9 April 1890. — С. 239—240.

### Документальная проза

#### Книги
- His Religion and Hers. — New York and London: Century Co, 1923.
  - His Religion and Hers. — London: T. Fisher Unwin, 1924.
  - His Religion and Hers. — Westport: Hyperion Press, 1976.
- Gems of Art for the Home and Fireside. — Providence: J. A. and R. A. Reid, 1888.
- Women and Economics. — Boston: Small, Maynard & Co, 1898.
- Concerning Children. — Boston: Small, Maynard & Co, 1900.
- The Home: Its Work and Influence. — New York: McClure, Phillips, & Co, 1903.
- Human Work. — New York: McClure, Phillips, & Co, 1904.
- The Man-Made World / Our Androcentric Culture. — New York: Charton Co, 1911.
- Our Brains and What Ails Them. — 1912. (выпущено серией в «Forerunner»)
- Social Ethics. — 1914. (выпущено серией в «Forerunner»)
- Our Changing Morality / Ed. Freda Kirchway. — New York: Boni, 1930. — С. 53—66.

#### Рассказы и серийная проза
- Why Women Do Not Reform Their Dress // Woman's Journal. — 9 October 1886. — С. 338.
- A Protest Against Petticoats // Woman's Journal. — 8 January 1887. — С. 60.
- The Providence Ladies Gymnasium // Providence Journal. — 1888. — № 8. — С. 2.
- How Much Must We Read? // Pacific Monthly. — 1889. — № 1. — С. 43—44.
- Altering Human Nature // California Nationalist. — 10  May 1890. — С. 10.
- Are Women Better Than Men? // Pacific Monthly. — 1891. — № 3. — С. 9—11.
- A Lady on the Cap and Apron Question // Wasp. — 6 June 1891. — С. 3.
- The Reactive Lies of Gallantry // Belford's ns. — 1892. — № 2. — С. 205—208.
- The Vegetable Chinaman // Housekeeper's Weekly. — 24 June 1893. — С. 3.
- The Saloon and Its Annex // Stockton Mail. — 1893. — № 4. — С. 4.
- The Business League for Women // Impress. — 1894. — № 1. — С. 2.
- Official Report of Woman's Congress // Impress. — 1894. — № 1. — С. 3.
- John Smith and Armenia // Impress. — 12 January 1895. — С. 2—3.
- The American Government // Woman's Column. — 6 June 1896. — С. 3.
- When Socialism Began // American Fabian. — 1897. — № 3. — С. 1—2.
- Causes and Uses of the Subjection of Women // Woman's Journal. — 24 December 1898. — С. 410.
- The Automobile as a Reformer // Saturday Evening Post. — 3 June 1899. — С. 778.
- Esthetic Dyspepsia // Saturday Evening Post. — 4 August 1900. — С. 12.
- Ideals of Child Culture // Child Stude For Mothers and Teachers / Ed Margaret Sangster. — Philadelphia: Booklovers Library, 1901. — P. 93–101.
- Should Wives Work? // Success. — 1902. — № 5. — С. 139.
- Fortschritte der Frauen in Amerika (нем.) // Neues Frauenleben. — 1903. — Bd. 1, Nr. 1. — S. 2—5.
- The Passing of the Home in Great American Cities // Cosmopolitan. — 1904. — № 38. — С. 137—147.
- The Beauty of a Block // Independent. — 14 July 1904. — С. 67—72.
- The Home and the Hospital // Good Housekeeping. — 1905. — № 40. — С. 9.
- Some Light on the [Single Woman's] 'Problem.' // American Magazine. — 1906. — № 62.
- Social Darwinism // American Journal of Sociology. — 1907. — № 12. — С. 713—714.
- A Suggestion on the Negro Problem // American Journal of Sociology. — 1908. — № 14. — С. 78—85.
- How Home Conditions React Upon the Family // American Journal of Sociology. — 1909. — № 14. — С. 592—605.
- Children's Clothing // Harper's Bazaar. — 1910. — № 44. — С. 24.
- On Dogs // Forerunner. — 1911. — № 2. — С. 206—209.
- How to Lighten the Labor of Women // McCall's. — 1912. — № 40. — С. 14—15, 77.
- What 'Love' Really Is // Pictorial Review. — 1913. — № 14. — С. 11, 57.
- Gum Chewing in Public (англ.) // New York Times. — 20 May 1914. — No. 12. — P. 5.
- A Rational Position on Suffrage/At the Request of the New York Times, Mrs. Gilman Presents the Best Arguments Possible in Behalf of Votes for Women // New York Times Magazine. — 7 Mart 1915. — С. 14—15.
- What is Feminism? // Boston Sunday Herald Magazine. — 3 September 1916. — С. 7.
- The Housekeeper and the Food Problem // Annals of the American Academy. — 1917. — № 74. — С. 123—140.
- Concerning Clothes // Independent. — 22 June 1918. — С. 478, 483.
- The Socializing of Education // Public. — 5 April 1919. — С. 348—349.
- A Woman's Party // Suffragist. — 1920. — № 8. — С. 8—9.
- Making Towns Fit to Live In // Century. — 1921. — № 102. — С. 361—366.
- Cross-Examining Santa Claus // Century. — 1922. — № 105. — С. 169—174.
- Is America Too Hospitable? // Forum. — 1923. — № 70. — С. 1983—1989.
- Toward Monogamy // Nation. — 11 June 1924. — С. 671—673.
- The Nobler Male // Forum. — 1925. — № 74. — С. 19—21.
- American Radicals // New York Jewish Daily Forward. — 1926. — № 1. — С. 1.
- Progress through Birth Control // North American Review. — 1927. — № 224. — С. 622—629.
- Divorce and Birth Control // Outlook. — 25 January 1928. — С. 130—131.
- Feminism and Social Progress // Problems of Civilization / Ed. Baker Brownell. — New York: D. Van Nostrand, 1929. — P. 115—142.
- Sex and Race Progress // Sex in Civilization / Eds. V. F. Calverton and S. D. Schmalhausen. — New York: Macaulay, 1929. — P. 109—123.
- Parasitism and Civilized Vice // Woman's Coming of Age / Ed. S. D. Schmalhausen. — New York: Liveright, 1931. — P. 110—126.
- Birth Control, Religion and the Unfit // Nation. — 27 January 1932. — С. 108—109.
- The Right to Die // Forum. — 1935. — № 94. — С. 297—300.

### Собственные публикации
- The Forerunner (7 томов, 1909—1916)

### Лекции
Существует свыше 90 докладов о лекциях, прочтённых Гилман в Соединённых Штатах и Европе.
- Club News // Weekly Nationalist. — 21 June 1890. — С. 6. [Re. «On Human Nature»]
- With Women Who Write // San Francisco Examiner. — March 1891. — № 3. — С. 3. [Re. «The Coming Woman»]
- Safeguards Suggested for Social Evils // San Francisco Call. — 24 April 1892. — № 12. — С. 4.
- «The Labor Movement». Alameda County Federation of Trades, 1893. Alameda County, CA Labor Union Meetings. 2 September 1892.
- Announcement // Impress. — 1894. — № 1. — С. 2. [Re. Series of «Talks on Social Questions»]
- All the Comforts of a Home // San Francisco Examiner. — 22 May 1895. — С. 9. [Re. «Simplicity and Decoration»]
- The Washington Convention // Woman's Journal. — 15 February 1896. — С. 49—50. [Re. California]
- Woman Suffrage League // Boston Advertiser. — 10 November 1897. — № 8. — С. 1. [Re. «The Economic Basis of the Woman Question»]
- Bellamy Memorial Meeting // American Fabian. — 1898. — № 4. — С. 3.
- An Evening With Kipling // Daily Argus. — 14 March 1899. — № 4. — С. 2.
- Scientific Training of Domestic Servants // Women and Industrial Life Vol 6 of International Congress of Women of 1899 / Ed Countess of Aberdeen. — London: T. Unwin Fisher, 1900. — P. 109.
- Society and the Child // Brooklyn Eagle. — 11 December 1902. — № 8. — С. 4.
- Woman and Work / Popular Fallacy that They are a Leisure Class, Says Mrs. Gilman // New York Tribune. — 26 February 1903. — № 7. — С. 1.
- A New Light on the Woman Question // Woman's Journal. — 25 April 1904. — С. 76—77.
- Straight Talk by Mrs. Gilman is Looked For // San Francisco Call. — 16 July 1905. — № 33. — С. 2.
- «Women and Social Service». Warren: National American Woman Suffrage Association, 1907.
- Higher Marriage Mrs. Gilman's Plea (англ.) // New York Times. — 29 December 1908. — No. 2. — P. 3.
- Three Women Leaders in Hub // Boston Post. — 7 December 1909. — № 1 / 14. — С. 1—2 / 5—6.
- Warless World When Women's Slavery Ends // San Francisco Examiner. — 14 November 1910. — № 4. — С. 1.
- Lecture Given by Mrs. Gilman // San Francisco Call. — 15 November 1911. — № 7. — С. 3. [Re. «The Society — Body and Soul»]
- Mrs. Gilman Assorts Sins (англ.) // New York Times. — 3 June 1913. — No. 3. — P. 8.
- Adam the Real Rib, Mrs. Gilman Insists (англ.) // New York Times. — 19 February 1914. — No. 9. — P. 3.
- Advocates a 'World City (англ.) // New York Times. — 6 January 1915. — No. 15. — P. 5. [Re. Arbitration of diplomatic disputes by an international agency.]
- The Listener // Boston Transcript. — 14 April 1917. — № 14. — С. 1. [Re. Announcement of lecture series.]
- Great Duty for Women After War // Boston Post. — 26 February 1918. — № 2. — С. 7.
- Mrs. Gilman Urges Hired Mother Idea (англ.) // New York Times. — 23 September 1919. — No. 36. — P. 1—2.
- Eulogize Susan B. Anthony (англ.) // New York Times. — 16 February 1920. — No. 15. — P. 6. [Re. Gilman and others eulogize Anthony on the centenary of her birth.]
- Walt Whitman Dinner (англ.) // New York Times. — 1 June 1921. — No. 16. — P. 7. [Gilman speaks at annual meeting of Whitman Society in New York.]
- Fiction of America Being Melting Pot Unmasked by CPG // Dallas Morning News. — 15 February 1926. — № 9 / 15. — С. 7—8 / 8.

### Дневники, журналы, биографии и письма
- Charlotte Perkins Gilman: The Making of a Radical Feminist / Ed. Mary A. Hill. — Philadelphia: Temple University Press, 1980.
- The Diaries of Charles Walter Stetson / Ed. Mary A. Hill. — Philadelphia: Temple University Press, 1988.
- A Journey from Within: The Love Letters of Charlotte Perkins Gilman, 1897–1900 / Ed. Mary A. Hill. — Lewisburg: Bucknill UP, 1995.
- To Herland and Beyond: The Life of Charlotte Perkins Gilman / Ann J. Lane. — New York: Pantheon, 1990.
- The Diaries of Charlotte Perkins Gilman / Ed. Denise D. Knight. — Charlottesville: University Press of Virginia, 1994. в двух томах

### Автобиография
- The Living of Charlotte Perkins Gilman: An Autobiography. — New York and London: D. Appleton-Century Co., 1935.
  - The Living of Charlotte Perkins Gilman: An Autobiography. — New York: Arno Press, 1972.
  - The Living of Charlotte Perkins Gilman: An Autobiography. — Harper & Row, 1975.